# Sd Kfz 221
Sd. Kfz. 221は、1935年から1940年の間に339輌が生産された、ドイツ軍の4輪駆動の軽装甲偵察車（装輪装甲車）である。

## 概要

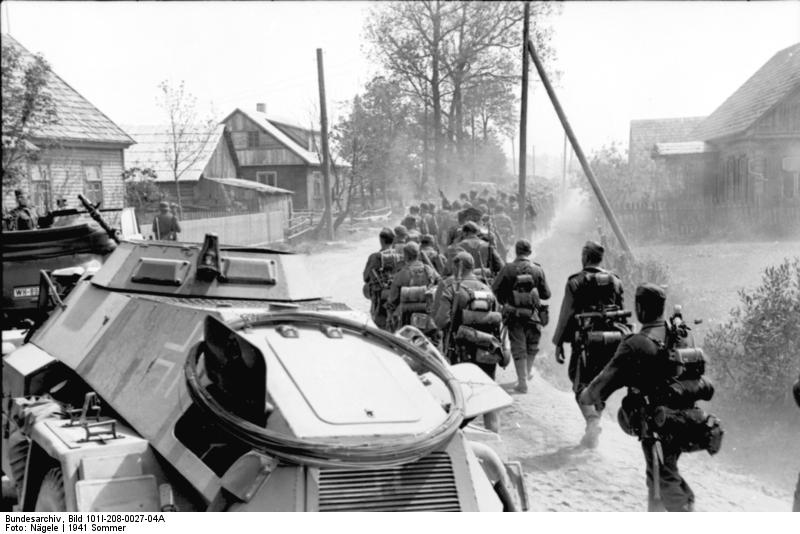
東部戦線北部におけるSd Kfz 221。

民間の自動車を改造した暫定的なKfz 13軽装甲車の後継となる、本格的軍用装甲車である。Sd Kfz 222の前身にあたり、これらはホルヒ108重統制型乗用車のバリエーションであるKfz.70大型兵員輸送車のシャーシを使用し、4輪または前輪駆動が可能であった。
武装はオープントップの小型銃塔に、初期には7.92mm MG13機関銃、後には7.92mm MG34機関銃1挺と、機関砲を装備したSd kfz 222と比べ非力であった。後に本車の武装を2.8cm sPzB41に換装したものもあり、生き残った車輌は大戦末期まで使用が続けられた。
無線は搭載しておらず、Sd Kfz 222や223とペアを組んで装甲偵察中隊に配備された。
二人乗り。

## 登場作品
『War Thunder』
ドイツ国防軍陸軍の駆逐戦車(自走砲や装甲車が中心)ツリーにて最初に開発できる駆逐戦車(装甲車)として2.8/2.0cm sPzB41搭載のSd.Kfz.221(s.Pz.B.41)が登場。